# Murale femminista di Concepción
Il murale femminista di Concepción è un dipinto murale intitolato La unión hace la fuerza (L'unità è forza), realizzato dal collettivo spagnolo Unlogic Crew sulla parete esterna del centro sportivo municipale nel quartiere di Concepción a Madrid e mostra i volti di quindici donne femministe di spicco. Il progetto è stato selezionato nel 2018 attraverso una consultazione su Decide Madrid (la piattaforma di partecipazione dei cittadini del Comune di Madrid) e il suo design è stato sviluppato con la partecipazione del quartiere della Ciudad Lineal.

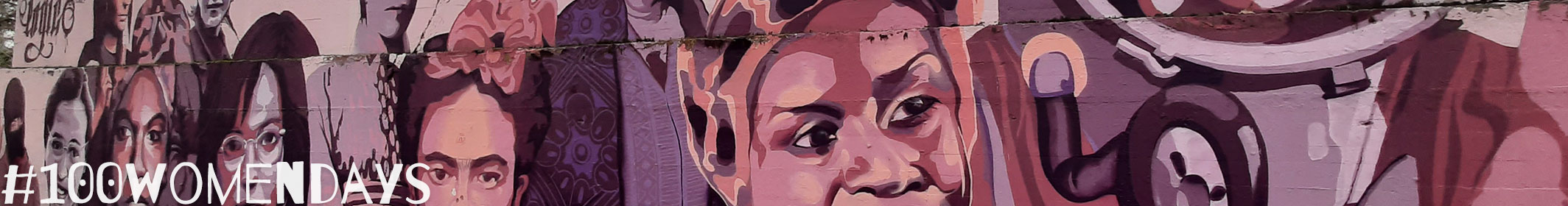

Nel 2021, il murale è stato vandalizzato da gruppi di estrema destra. All'attacco all'opera si è risposto con una serie di repliche in altri luoghi della Spagna.

## Donne raffigurate
Quindici donne sono state raffigurate nel murale:
- L'attivista messicana Comandanta Ramona,
- l'attivista afroamericana Rosa Parks,
- la poetessa e rapper spagnola Gata Cattana,
- la cantante, cantautrice e pianista americana Nina Simone,
- la cecchina sovietica Liudmila Pavlichenko, che ha combattuto nella Seconda guerra mondiale contro i nazisti,
- l'attrice americana Emma Stone che interpreta l'ex tennista Billie Jean King,
- la giornalista giapponese Kanno Sugako,
- la pittrice e attivista messicana Frida Kahlo,
- Emma Goldman, attivista anarchica russa,
- Chimamanda Ngozi Adichie, scrittrice nigeriana,
- Valentina Tereshkova, cosmonauta sovietica,
- Angela Davis, politica e attivista afroamericana,
- Rosa Arauzo, attivista femminista spagnola, vicina di Ciudad Lineal e difensore dell'uguaglianza delle donne.[1]

## Tecnica artistica
Il murale è stato dipinto in modo partecipativo: diversi vicini e gruppi di bambini hanno collaborato con gli artisti di Unlogic. L'esecuzione è avvenuta con la tecnica del quartino: sono state stabilite delle aree di lavoro che i partecipanti hanno riempito con i colori indicati dai coordinatori. La pittura plastica è stata applicata con rulli e pennelli, e rifinita con vernice spray per le luci. I colori scelti erano cinque tonalità di viola (per il suo legame con l'8M) e due tonalità di rosso.

## Galleria d'immagini

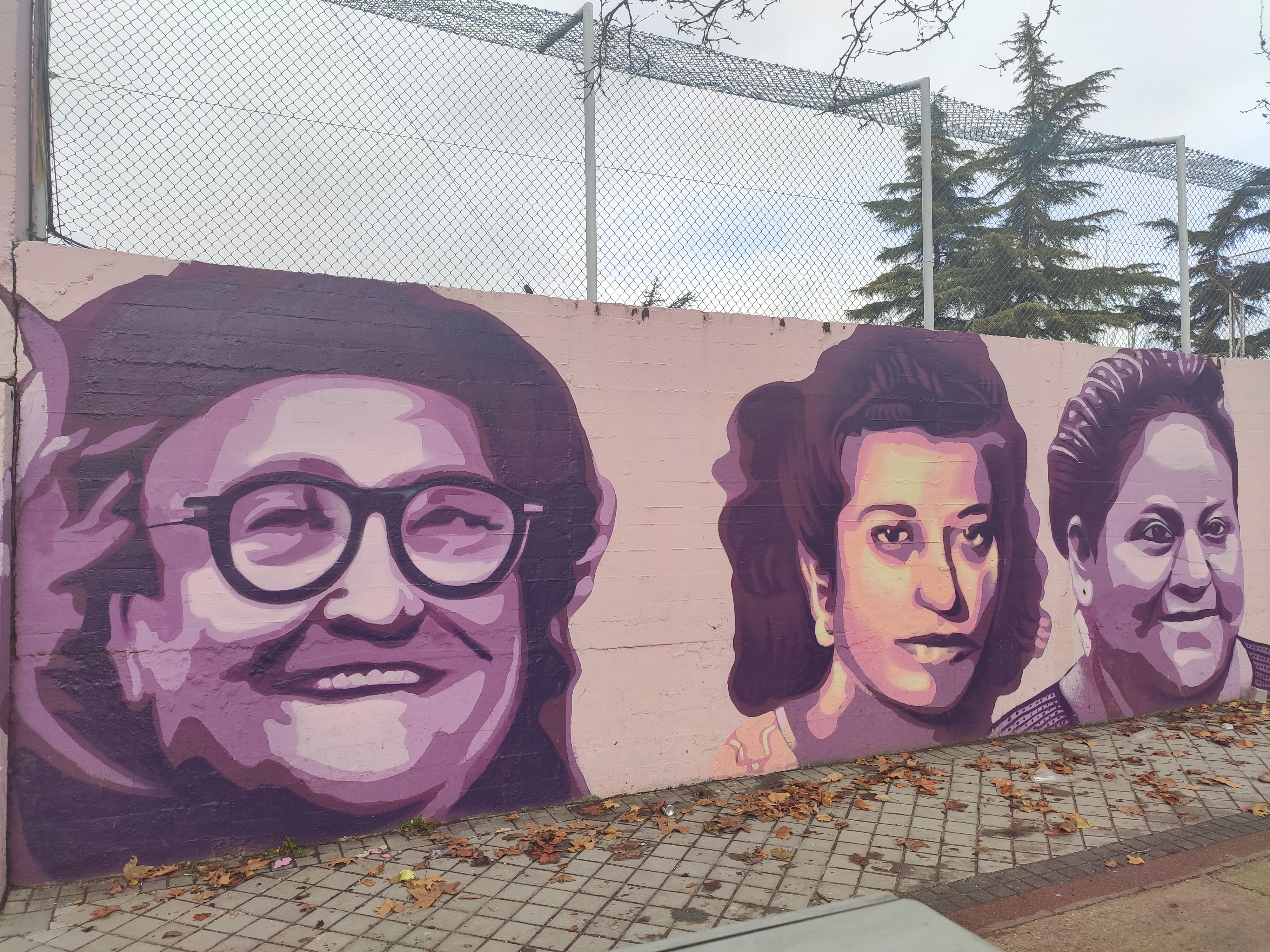
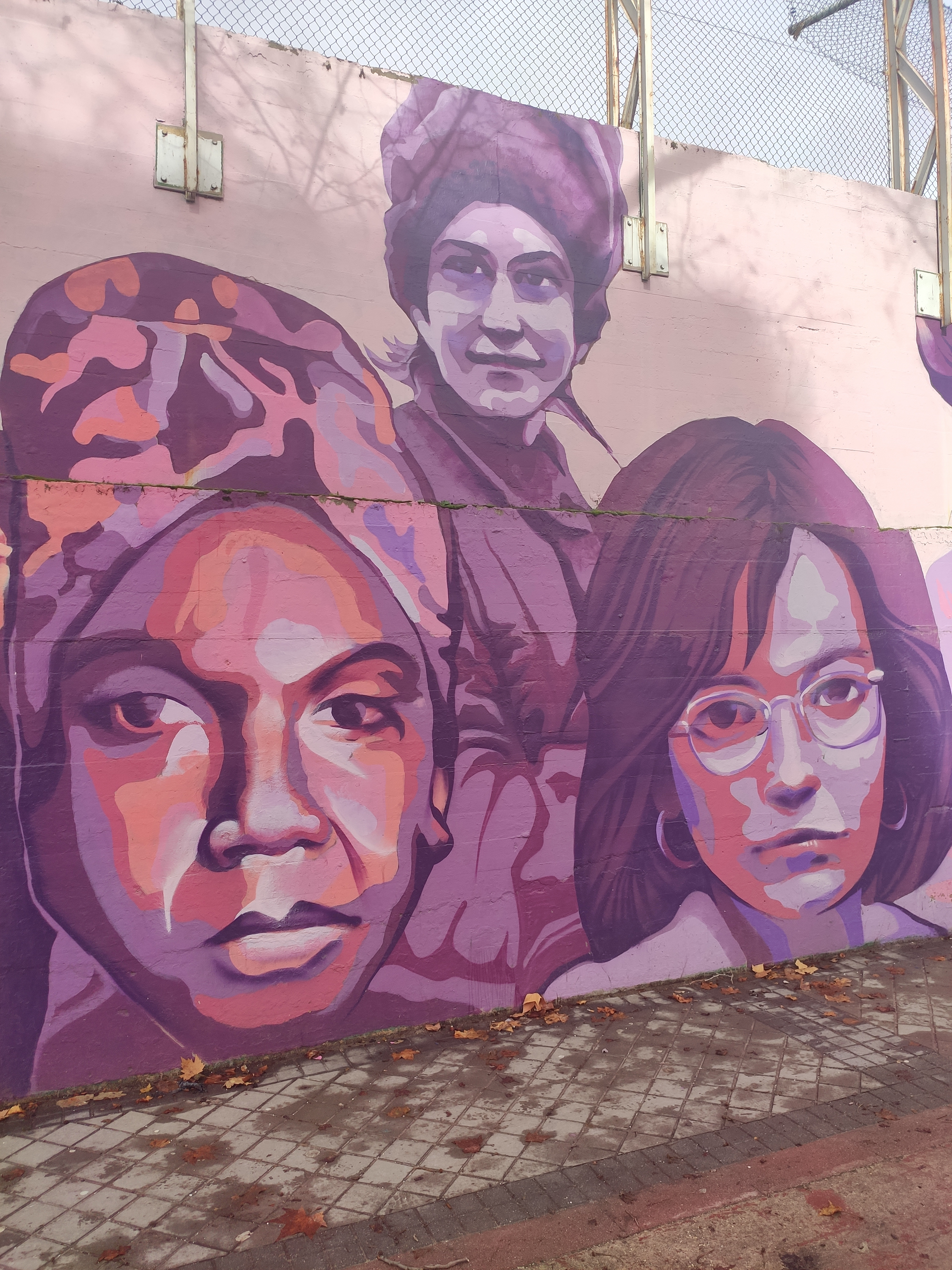
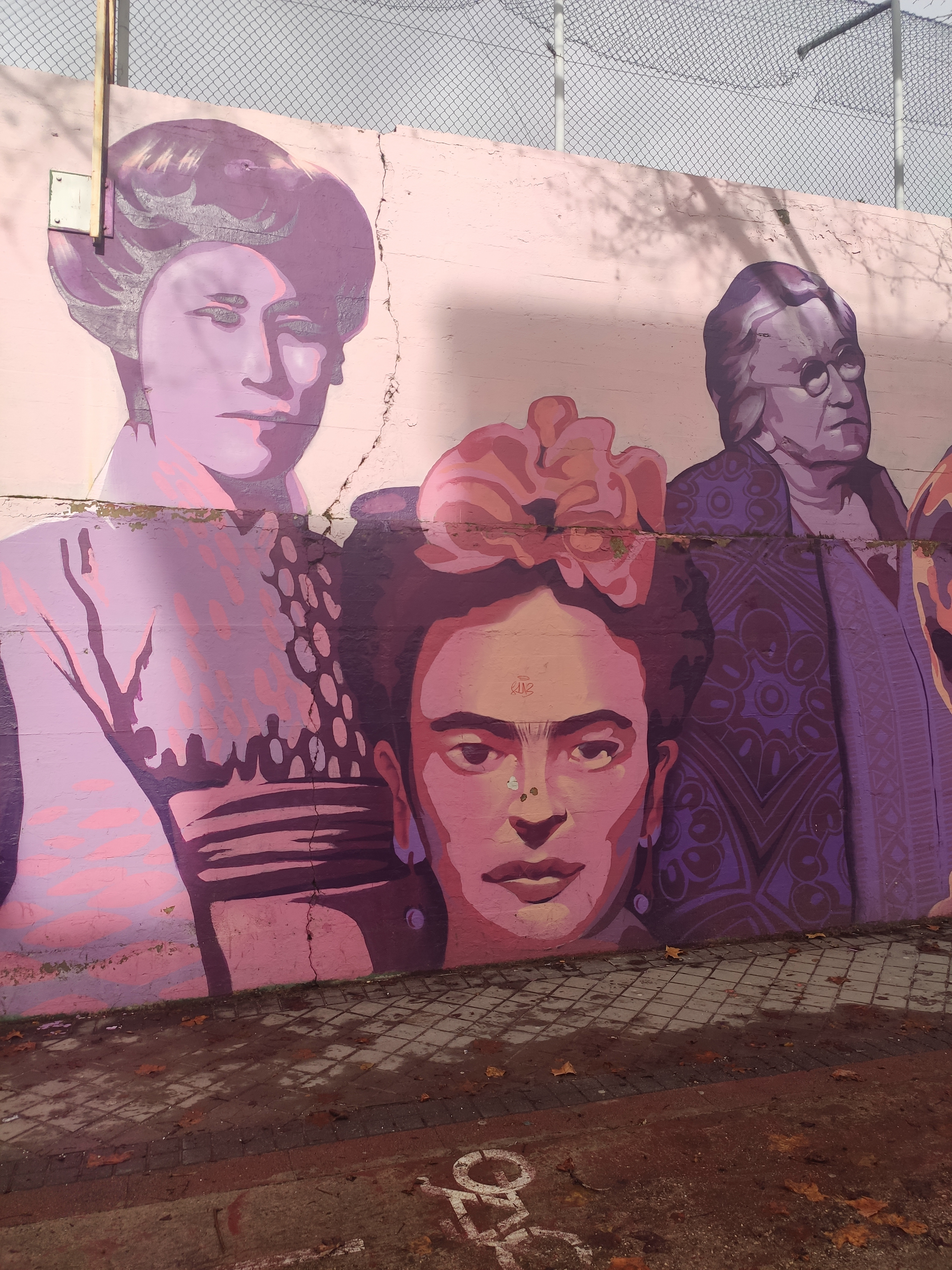
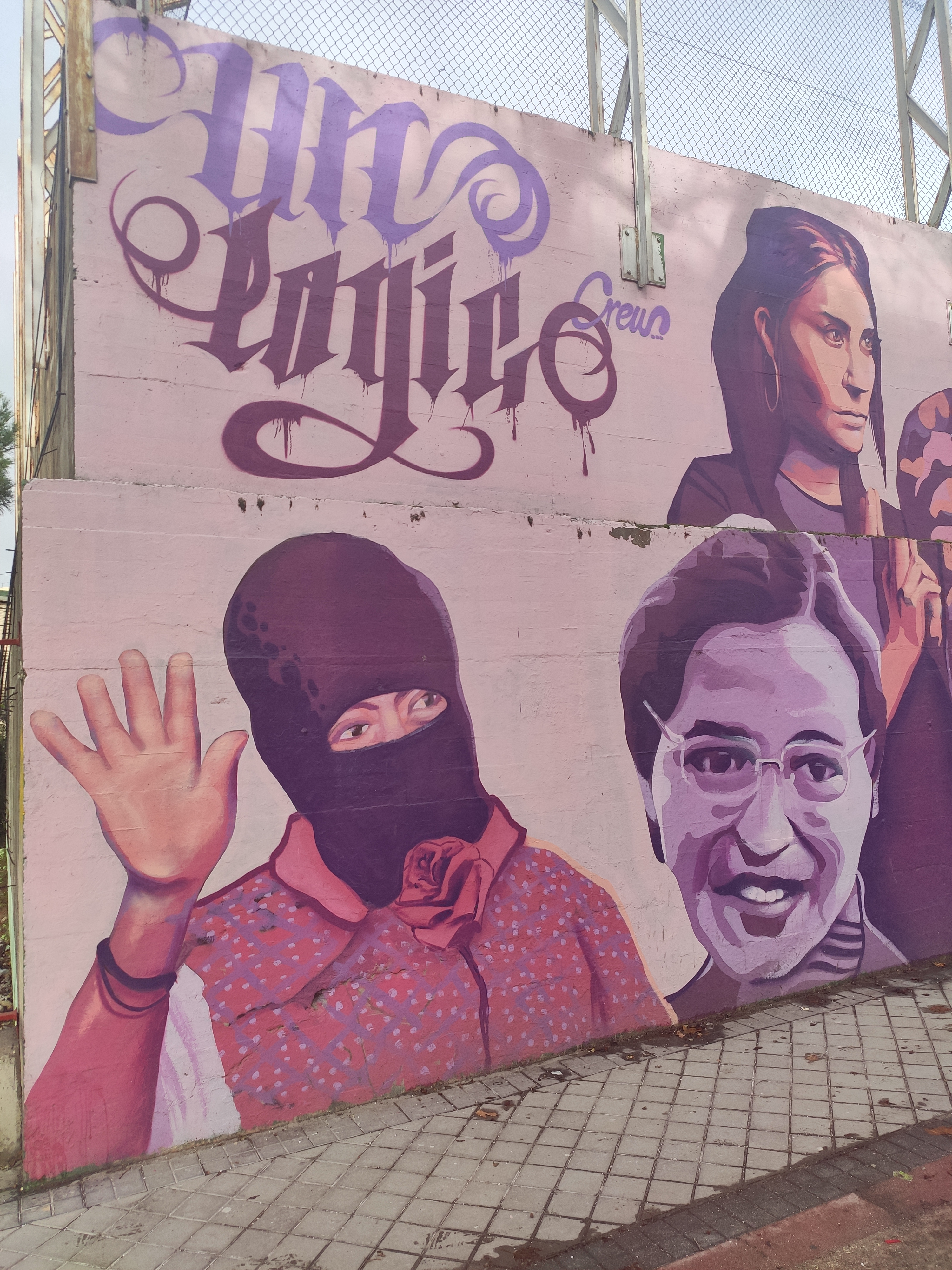
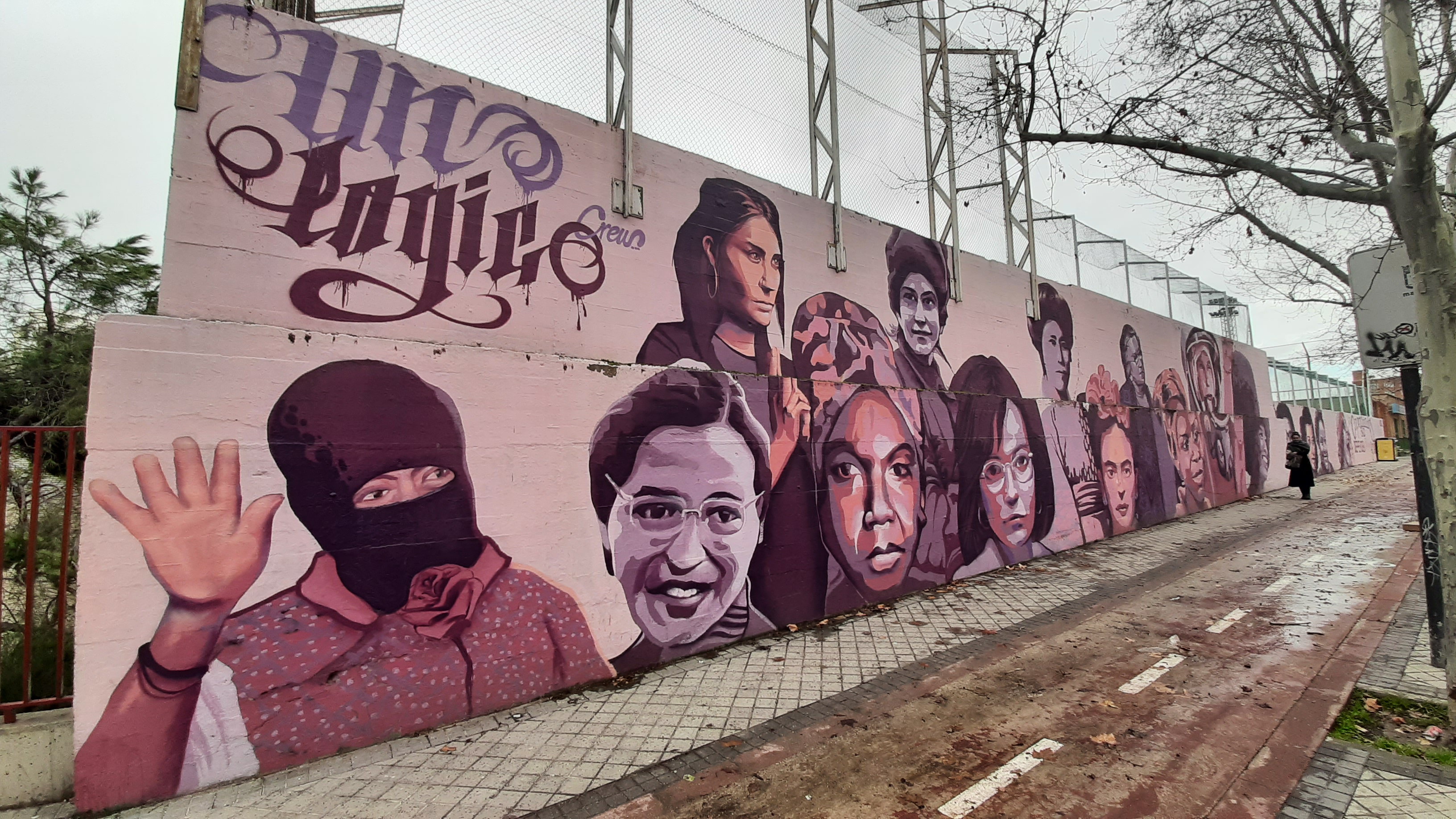
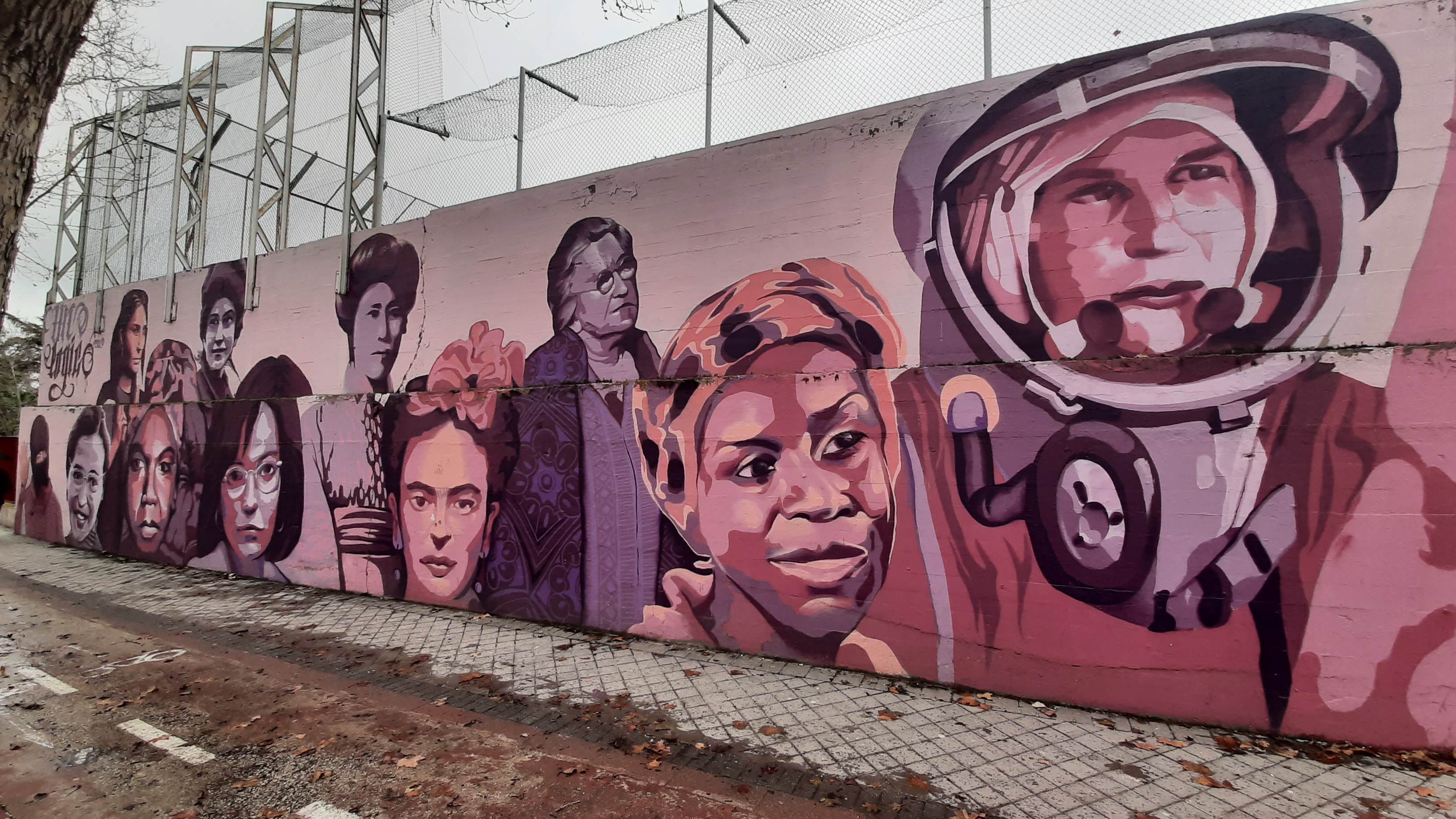
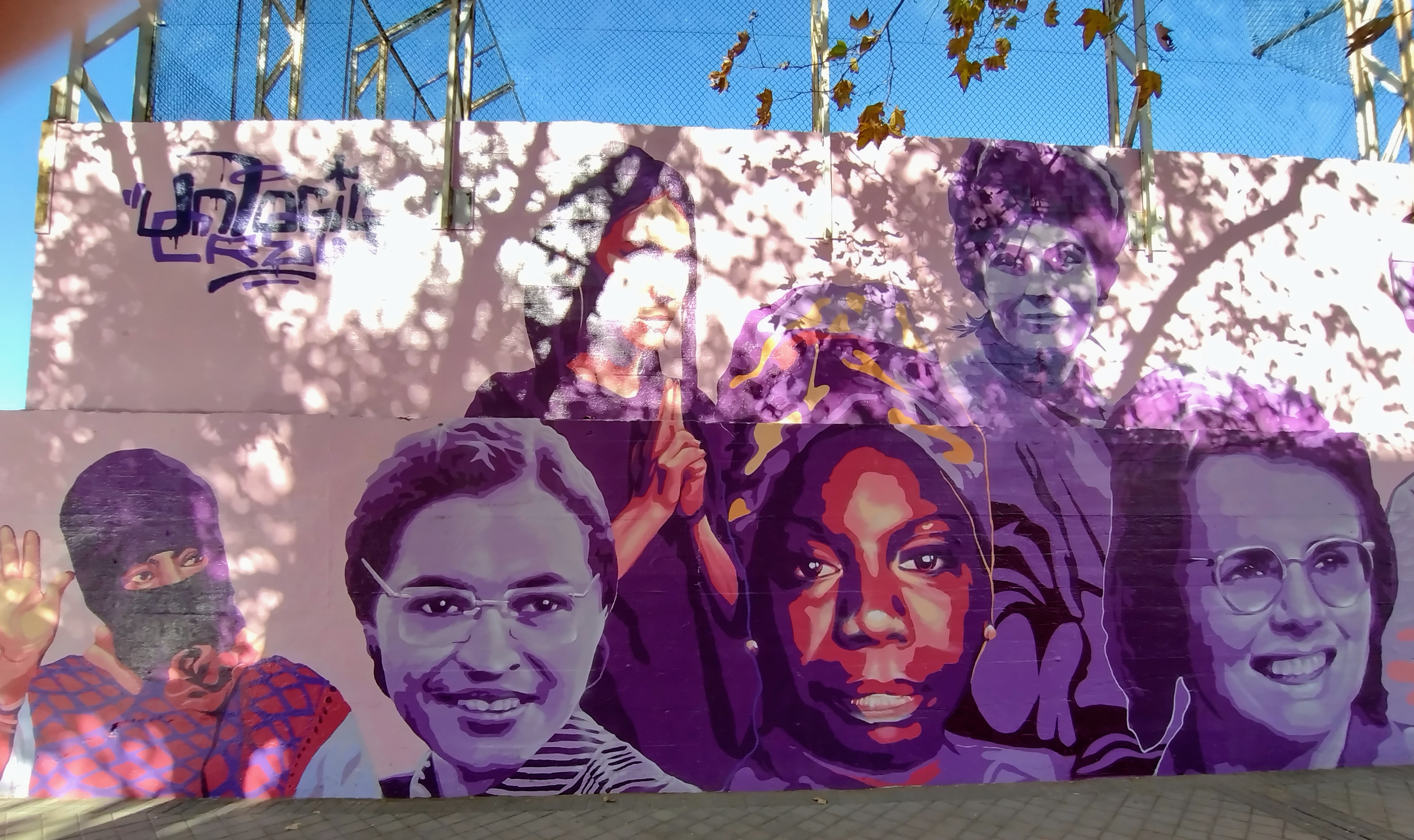
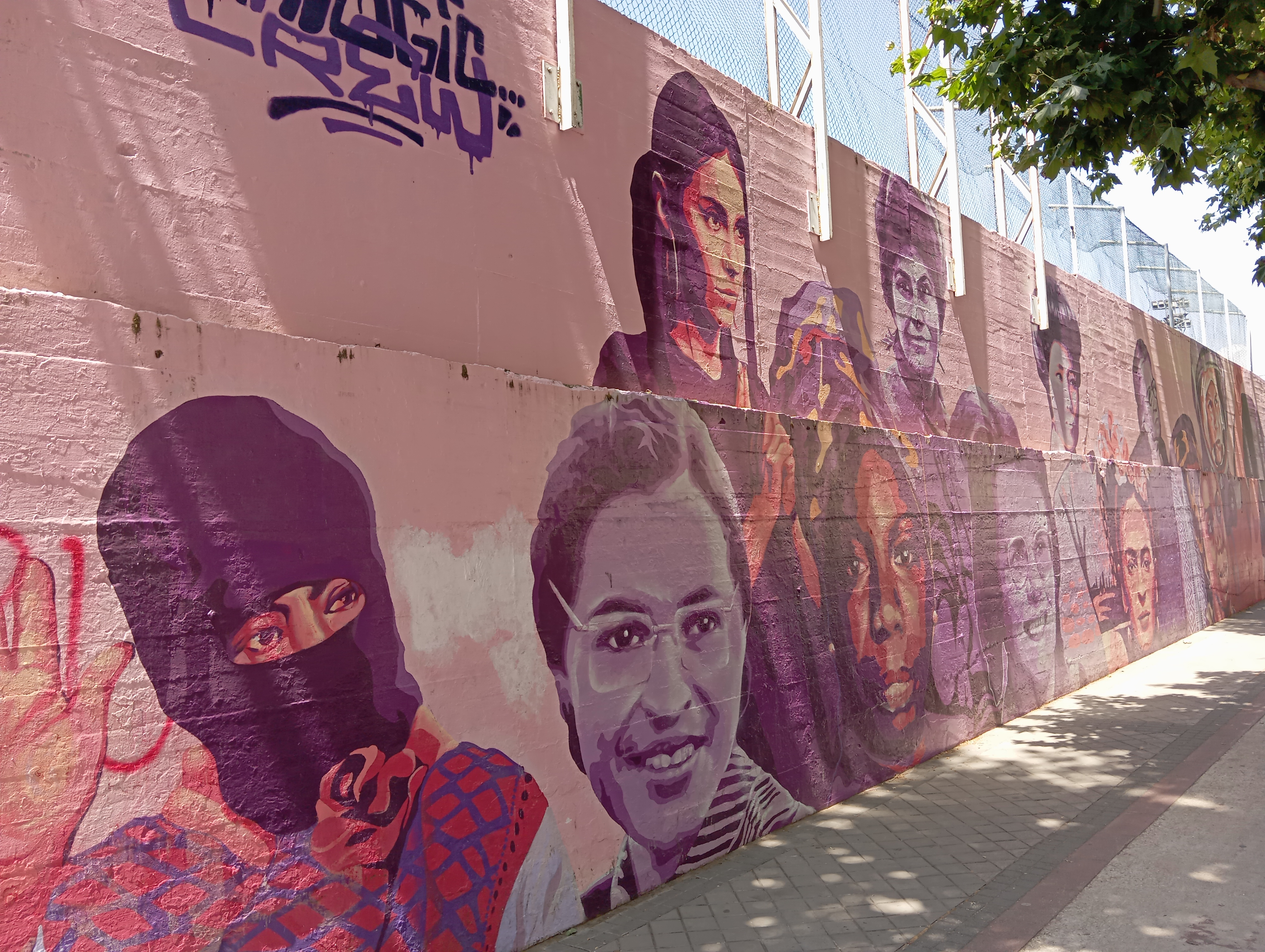